# Піддячий
Піддя́чий (рос. подьячий, поддьячий, від «під» + «дяк») — нижчий адміністративний чин у Московському царстві в XVI — початку XVIII століття.
Під керівництвом дяків піддячі виконували основну роботу з діловодства в центральних та місцевих державних установах. Становили особливу групу служилого неподатного населення. Ділилися на старших, середньої статті та молодших. Отримували грошову, хлібну, а іноді і помісну платню. У 20-ті роки XVIII століття в державних установах їх замінили канцеляристи, підканцеляристи і копіїсти, яких, втім, у повсякденній мові продовжували називати «піддячими» аж до XIX століття.
При вільному перекладі можна вживати термін «діловод». На Полтавщині «піддячий» означало помічника дяка безпосередньо при церкві[джерело?].